# Dublin, Texas
Dublin är en stad i Erath County i Texas. Vid 2010 års folkräkning hade Dublin 3 654 invånare.